# The Meaning of Life
The Meaning of Life (с англ. — «Смысл жизни») — третий сингл американской панк-рок-группы The Offspring. Песня является второй в треклиста четвёртого студийного альбома Ixnay on the Hombre, который был выпущен 4 февраля 1997 года. Выпуск сингла состоялся 15 августа 1997 года.

## Список композиций
| №  | Название                                   | Длительность |
| -- | ------------------------------------------ | ------------ |
| 1. | «The Meaning of Life»                      | 2:55         |
| 2. | «I Got a Right» (кавер группы The Stooges) | 2:19         |
| 3. | «Smash It Up» (Live, The Damned cover)     | 3:23         |

| №  | Название              | Длительность |
| -- | --------------------- | ------------ |
| 1. | «The Meaning of Life» | 2:56         |

## Видеоклип
В поддержку сингла был снят и выпущен видеоклип. Режиссёром был Кэвин Керслэйк. Видеоклип демонстрируют гонки на пустыне. Он есть в видео-альбоме The Offspring под названием The Offspring: Complete Music Video Collection, выпущенного в 2005 году.

## Чарты
| Чарт (1997)      | Высшая позиция |
| ---------------- | -------------- |
| Австралия (ARIA) | 90             |